# Джелу Раду
Джелу Раду (3 листопада 1957) — румунський важкоатлет.
Срібний призер Олімпійських Ігор 1984 року в категорії до 60 кг, учасник 1980 року.
Срібний призер Чемпіонату світу 1984 року в категорії до 60 кг, бронзовий призер 1983 року в категорії до 60 кг.
Бронзовий призер Чемпіонату Європи 1983 року в категорії до 60 кг.